# Menjamel cellagroc
El menjamel cellagroc (Melidectes rufocrissalis) és un ocell de la família dels melifàgids (Meliphagidae).

## Hàbitat i distribució
Habita boscos i clars de Nova Guinea a les muntanyes Star, Hindenburg, Schrader i Herzog, del centre de l'illa.